# Elise Ottesen-Jensen
Elise Ottesen-Jensen (nota anche come Ottar; Høyland, 2 gennaio 1886 – 4 settembre 1973) è stata un'educatrice, giornalista e anarchica norvegese che si batté per i diritti delle donne in materia del controllo del proprio corpo e della propria sessualità.
Fece parte dell'Unione anarco-sindacalista dell'Organizzazione Centrale dei Lavoratori della Svezia.

## Biografia
Figlia di un vicario, nacque in una famiglia di 18 figli nell'allora comune di Høyland (incorporato poi in quello di Sandnes nel 1965), nella contea di Rogaland, in Norvegia.
Da giovane sognava di diventare una dentista, ma un'esplosione nel laboratorio di chimica del suo liceo le ferì le dita, togliendole ogni possibilità di intraprendere questa carriera. Iniziò dunque a lavorare nella redazione di un giornale. Aveva sempre messo in dubbio le prediche di suo padre e presto arrivò alla conclusione di non considerarsi cristiana. Scoprì anche che le sue simpatie politiche si avvicinavano al socialismo, per il quale lottò per il resto della sua vita.
Tentò più volte di mobilitare le donne della classe operaia, le quali iniziarono anche a chiederle consigli in materia sessuale. Alla fine della prima guerra mondiale Ottar incontrò e strinse un forte legame con l'anarco-sindacalista e pacifista svedese Albert Jensen, che in seguito sposò adottando anche il suo cognome. Quando Albert Jensen fu espulso dalla Norvegia, Ottar lo seguì in Danimarca, dove dette alla luce un bambino morto subito dopo la nascita.
La coppia quindi si trasferì in Svezia, dove Ottar conobbe un dottore che tra l'altro le insegnò come usare un diaframma. Iniziò quindi il suo primo tour nazionale, viaggiando dalla Scania a Norrland e insegnando alle lavoratrici a prevenire la gravidanza. Combatté per il diritto delle donne di provare piacere sessuale, per l'aborto gratuito, per l'abrogazione delle leggi contro i contraccettivi e per i diritti degli omosessuali. Tutto ciò era illegale in quell’epoca e lei rischiò dure sanzioni.
Negli anni '20, con la sua rubrica dedicata alle questioni femministe, Ottar diventò una redattrice abituale per Arbetaren. Dopo un disaccordo con gli altri redattori, nel 1925 passò al Vi kvinnor, anche se la rivista ebbe vita breve.  Alcuni anni dopo scrisse per la rivista anarchica Brand.
Nel 1933, insieme a numerosi medici radicali e sindacalisti, Ottar fondò l'Associazione svedese per l'educazione sessuale (in svedese Riksförbundet för Sexuell Upplysning , RFSU). Divenne il suo primo presidente e ricoprì questo incarico fino al 1956. Inoltre fu una dei fondatori dell'International Planned Parenthood Federation (IPPF) nel 1953.

## Opere
Questo elenco contiene solo pubblicazioni con oltre 50 pagine.
- Ovälkomna barn: ett ord till kvinnorna (1926)
- Människor i nöd: Det sexuella mörkrets offer (1932)
- ABC för ett lyckligt äktenskap (con Nils Nielsen, 1947)
- Och livet skrev (1965)
- Livet skrev vidare (1966)
- Arbetarrörelsen - männens eller mänsklighetens rörelse? (una selezione degli articoli di Ottar in Arbetaren e Brand negli anni '20, di Ingrid Primander, 1980)